# Dendroica
A Dendroica a madarak osztályának verébalakúak (Passeriformes) rendjébe és az újvilági poszátafélék (Parulidae) családjába tartozó nem. A nembe tartozó fajokat átsorolták Setophaga nembe.

## Rendszerezés
A nembe az alábbi 30 faj tartozik:
- Dendroica plumbea
- Dendroica angelae
- Dendroica pharetra
- magnólialombjáró (Dendroica magnolia)
- rozsdás lombjáró (Dendroica castanea)
- narancstorkú lombjáró (Dendroica fusca)
- aranyos lombjáró vagy sárga lombjáró  (Dendroica petechia)
- kucsmás lombjáró (Dendroica striata)
- barkós lombjáró (Dendroica pensylvanica)
- Dendroica caerulescens
- Dendroica palmarum
- Dendroica pinus
- Dendroica pityophila
- Dendroica dominica
- koronás lombjáró (Dendroica coronata)
- Dendroica flavescens
- Dendroica auduboni vagy Dendroica coronata auduboni
- Dendroica nigrifrons
- Dendroica goldmani vagy Dendroica coronata goldmani
- Dendroica discolor
- Dendroica vitellina
- Dendroica adelaidae
- Dendroica subita
- Dendroica delicata
- Dendroica nigrescens
- Dendroica graciae
- cédruslombjáró (Dendroica townsendi)
- Dendroica occidentalis
- feketetorkú lombjáró (Dendroica virens)
- Dendroica chrysoparia